# Битва при Кардии
Битва при Кардии (англ. Battle of Kardia) — морское сражение, произошедшее в 872/873 г. между флотами Византийской империи и Критского эмирата в Кардии у Саросского залива.

## Ход событий
Согласно летописцу X в. Феофану Континуату, чей труд впоследствии почти без изменений был повторно использован историком XI в. Иоанном Скилицем, в ранние годы правления императора Василия Македонянина новый эмир Крита Шуайб отправил византийского перебежчика Фотия в набег на Византию с флотом из 50 кораблей, состоявшем из 27 тяжёлых кумбариев и лёгких галер.
Этот флот грабил берега Эгейского моря и захватывал людей для продажи в рабство. Он даже сумел проникнуть в Пропонтиду и достичь Проконнеса, в окрестностях Константинополя;. Таким образом впервые после осады Константинополя в 717—718 гг. мусульманский флот подошел на близкое расстояние к византийской столице. Друнгарий флота Никита Оорифа встретил арабский флот у Кардии в Саросском заливе и в разыгравшемся сражении уничтожил двадцать судов противника, используя греческий огнь. Остатки арабского флота отступили на Крит.. Битва при Кардии стала крупной победой византийцев,
Спустя некоторое время Фотий провёл новый рейд на побережье Греции, но Орифа догнал его и разбил в Коринфском заливе. В ходе боя арабский флотоводец погиб.
Датировка этих событий неясна: Эккехард Эйкхофф (Seekrieg und Seepolitik zwischen Islam und Abendland, 1966) и Димитрис Цунгаракис (Byzantine Crete: From the 5th Century to the Venetian Conquest, 1988) считали годом сражения 872, в то время как Уоррен Тредголд (A History of the Byzantine State and Society), Джон Приор и Элизабет Джеффрис (The Age of the ΔΡΟΜΩΝ: The Byzantine Navy ca. 500—1204) — 873.